# Ядлівчак сірий

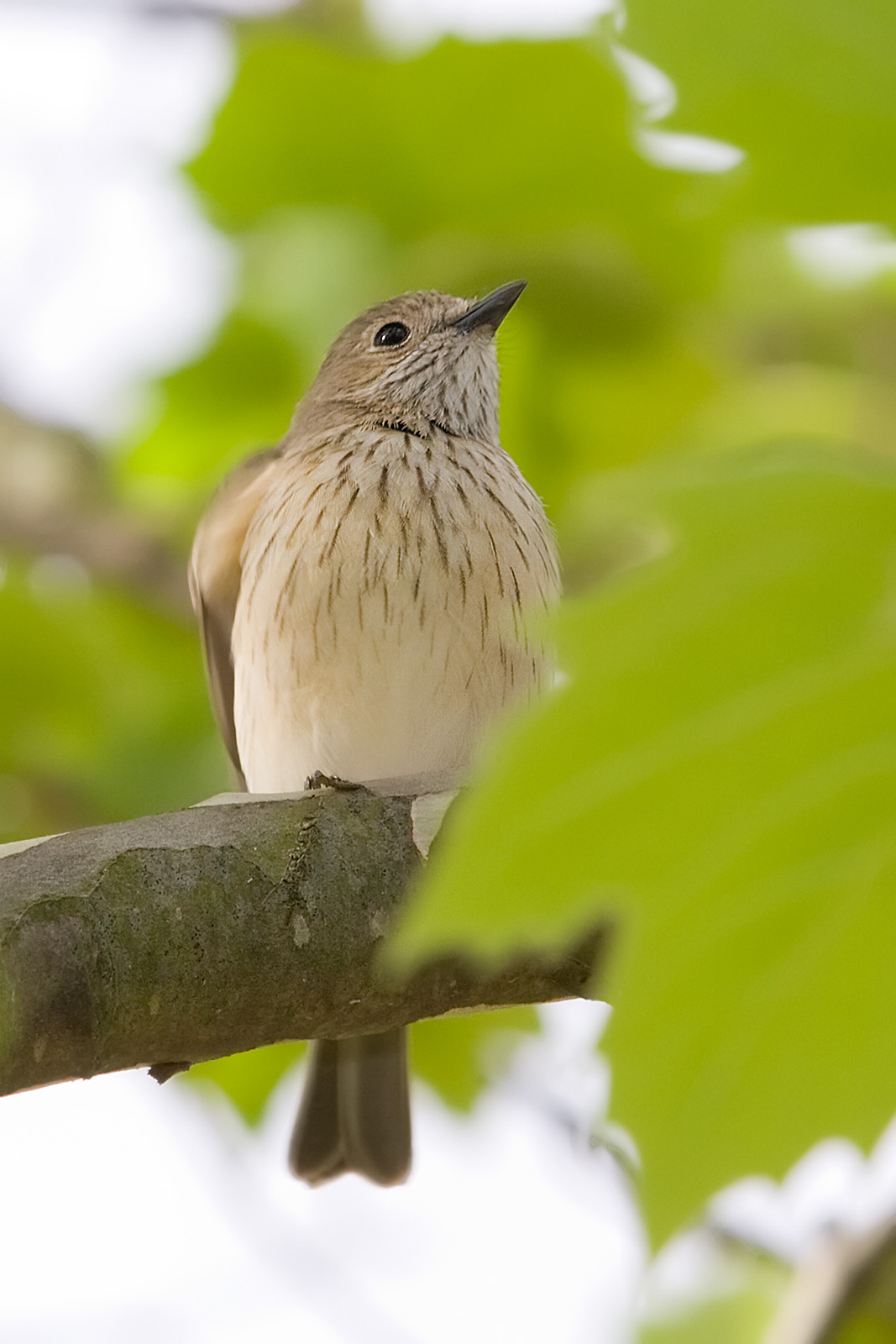
Самиця сірого ядлівчака (штат Вікторія)

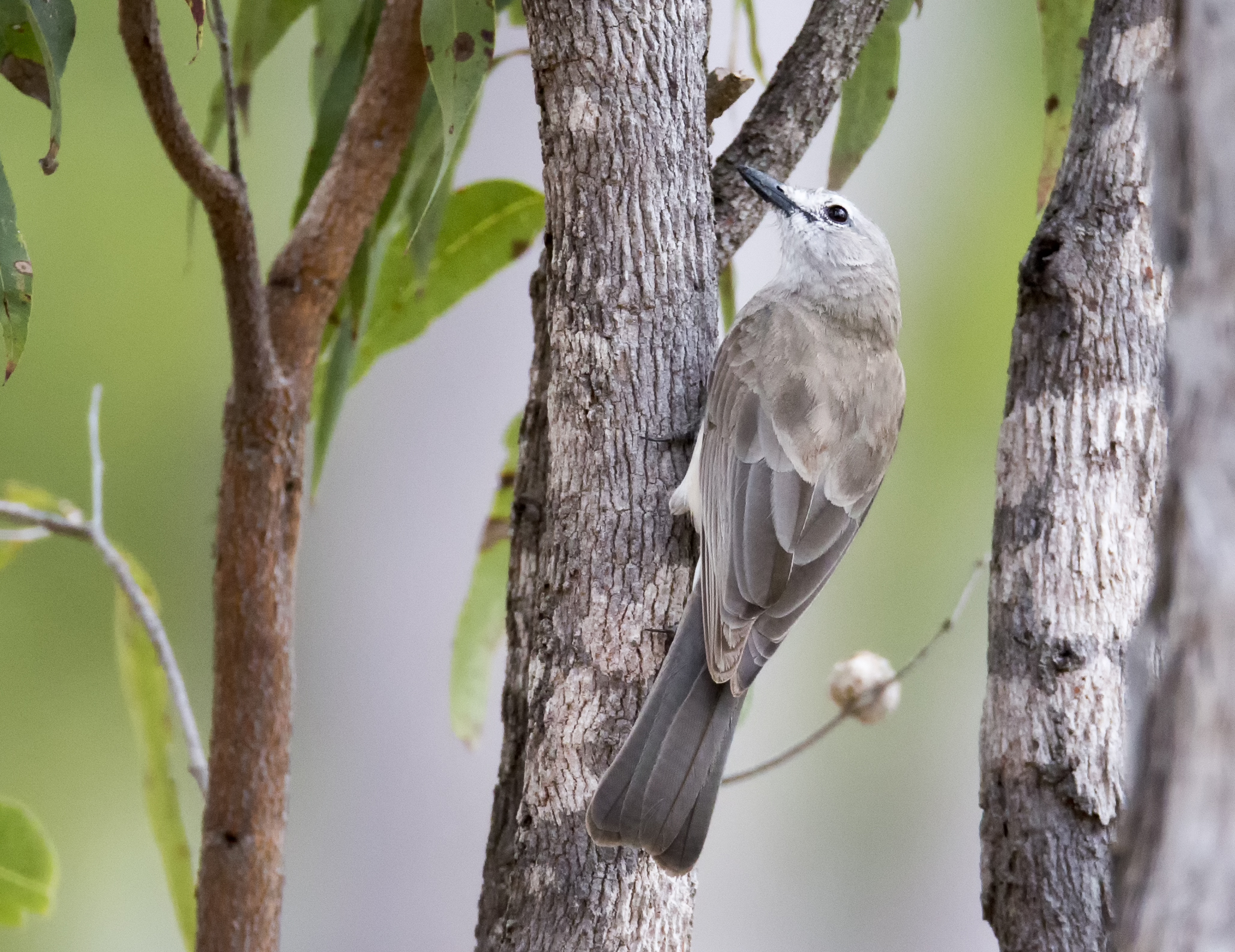
Сірий ядлівчак (Кейп-Йорк)

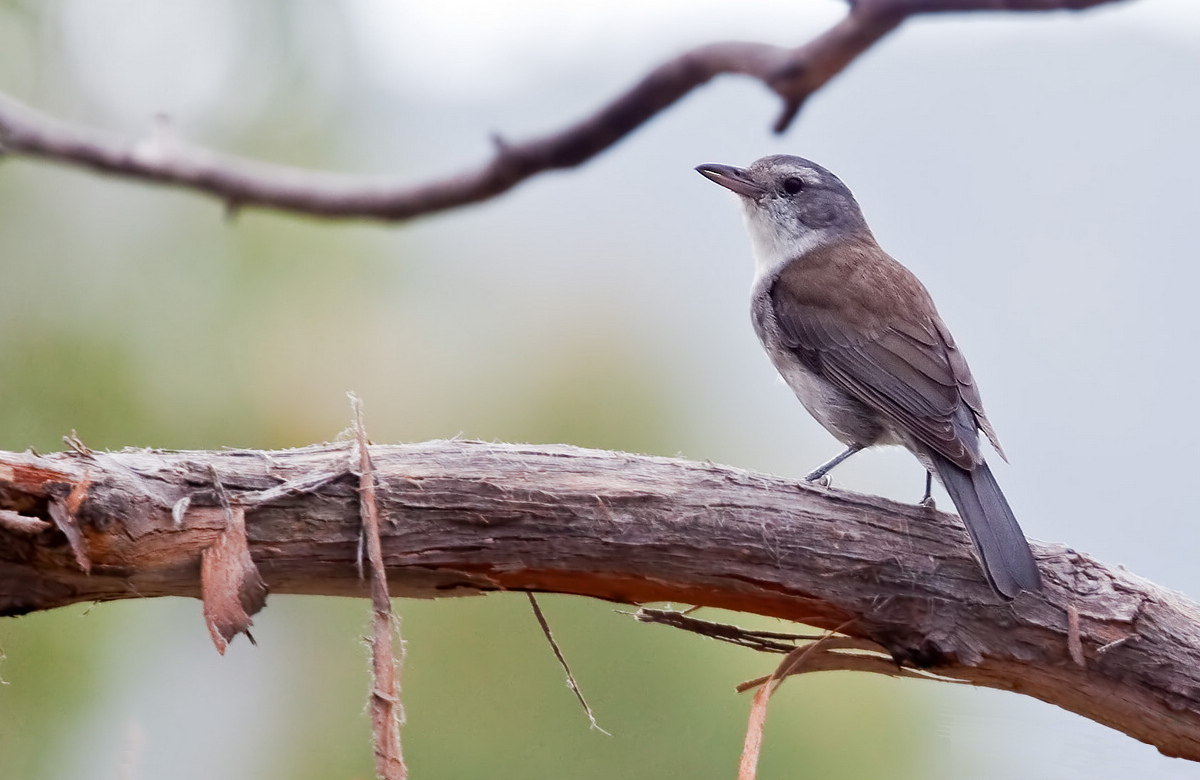
Сірий ядлівчак (Тасманія)

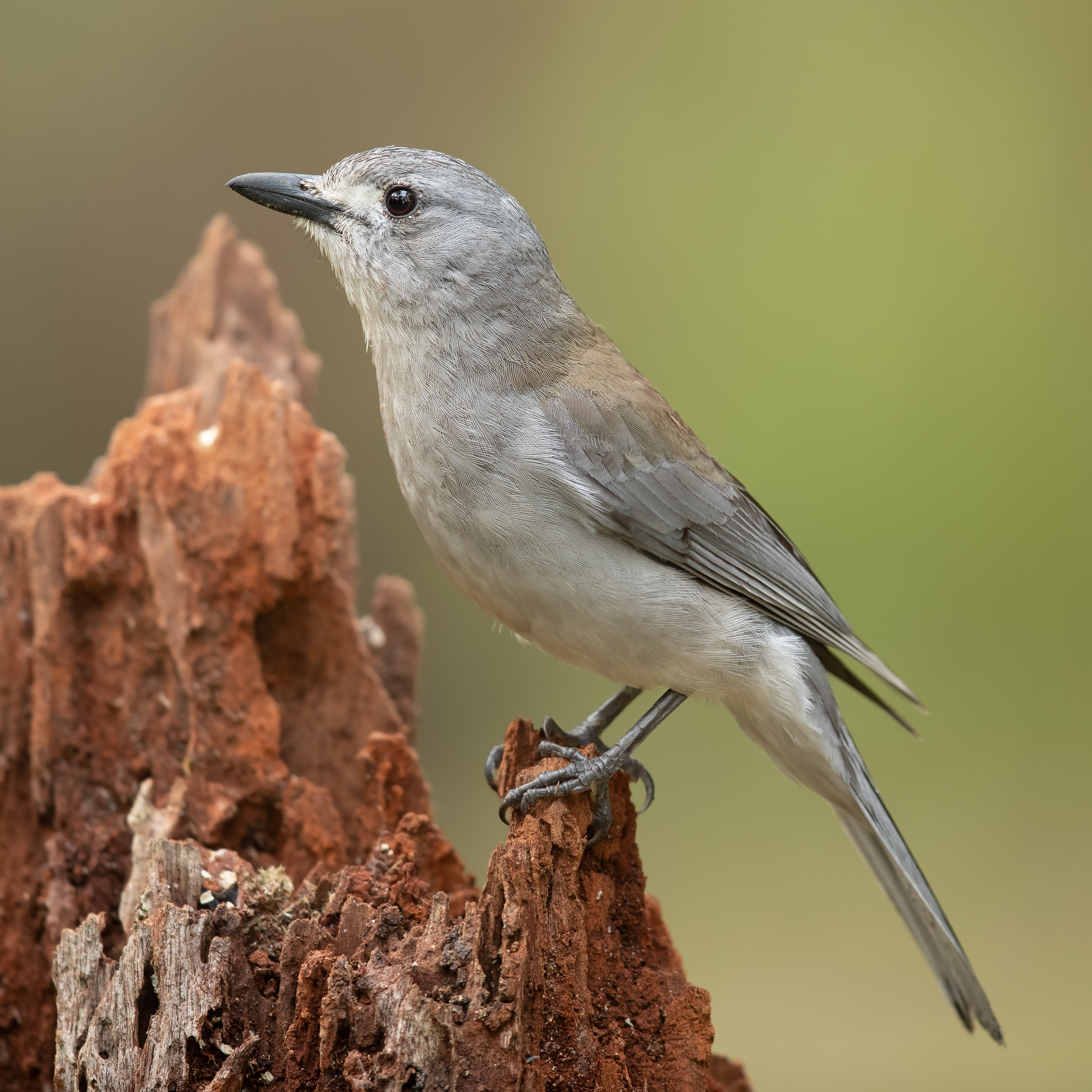
Сірий ядлівчак (Новий Південний Уельс)

Ядлівча́к сірий (Colluricincla harmonica) — вид горобцеподібних птахів родини свистунових (Pachycephalidae). Мешкає в Австралії, на Новій Гвінеї та на сусідніх островах.

## Опис
Довжина птаха становить 22-27 см, розмах крил 30-40 см, вага 58-74 г. У самців тім'я і задня частина шиї темно-сірі, скроні і шия з боків світло-сірі, від дзьоба до очей ідуть контрастно білі смуги. Підборіддя і верхня частина горла білуваті або білувато-сірі. Спина і плечі коричневі, контрастують з сірою шиєю. Надхвістя і хвіст сірі. Груди і боки світло-сірі або сірі, центральна частина живота світло-сіра. Гузка біла, світло-сіра або біла, поцяткована сіруватими смужками. Райдужки темно-червонувато-карі, навколо очей сірі або чорнувато-сірі кільця. Дзьоб чорний, лапи темно-сірі або чорні. Самиці мають подібне забарвлення, однак смуги, що ідуть від дзьоба до очей вони світло-сірі, що менш контрастують з рештою обличчя, кільця навколо очей у них світло-сірі. Підборіддя, горло і верхня частина грудей поцятковані темними смугами. Дзьоб сірий або сизий з темним кінчиком. Сірі ядлівчаки мають гучний і дуже мелодійний спів.

## Підвиди
Виділяють п'ять підвидів:
- C. h. brunnea Gould, 1841 — північна Австралія (від річки Фіцрой у Західній Австралії до північно-західно Квінсленду) і сусідні острови;
- C. h. superciliosa Masters, 1876 — південь і схід Нової Гвінеї, острови Торресової протоки і півострів Кейп-Йорк;
- C. h. harmonica (Latham, 1801) — східна Австралія (від східного Квінсленду до Вікторії);
- C. h. strigata Swainson, 1838 — Тасманія і острови Бассової протоки;
- C. h. rufiventris Gould, 1841 — Західна, Південна і Центральна Австралія (за винятком найбільш посушливих районів).

## Поширення і екологія
Сірі ядлівчаки мешкають в Австралії, Індонезії і Папуа Новій Гвінеї. Вони живуть в саванах, сухих тропічних лісах, рідколіссях і чагарникових заростях маллі, в евкаліптових і акацієвих заростях, на луках, полях, пасовищах і плантаціях, в парках і садах. Уникають густих тропічних лісів. Зустрічаються поодинці або парами, під час негніздового періоду невеликими сімейними зграйками. Сірі ядлівчаки іноді приєднуються до змішаних зграй птахів разом з плямистобокими королазами, золотистими свистунами, сизими віялохвістками і великими діамантицями.
Основу раціону сірих ядлівчаків складають безхребетні. Також вони живляться дрібними хребетними, зокрема жабками і ящірками, пташиними яйцями, пташенятами і дрібними дорослими пташками, дрібними ссавцями, а також плодами і насінням. Вони шукають їжу переважно серед листя на деревах, а також під корою. В пошуках їжі сірі ядлівчаки переміщуються по гілка і по землі стрибками. Їх політ прямолінійний, з сильним розмахом крил, часто переривається коротими фазами плануючого польоту.
Сірі ядлівчаки є моногамними, територіальними птахами, пара займає одну територію протягом кількох років. Сезон розмноження триває з липня по лютий. Гніздо відносно велике, робиться з кори, гілочок, трави, листя і корінців. розміщується серед густих лоз або серед листя, іноді в дуплі дерева. В кладці від 1 до 4 яєць, інкубаційний період триває 17 днів. Пташенята покидають гніздо через 17-18 днів після вилуплення. Будують гніздо, насиджують кладку і доглядають за пташенятами як самиці, та і самці.